# Holothrix grandiflora
Holothrix grandiflora är en orkidéart som först beskrevs av Otto Wilhelm Sonder, och fick sitt nu gällande namn av Heinrich Gustav Reichenbach. Holothrix grandiflora ingår i släktet Holothrix och familjen orkidéer. Inga underarter finns listade i Catalogue of Life.